# Rücktritt
Als Rücktritt oder Demission wird das Niederlegen eines Amtes vor Ablauf der Frist bezeichnet. Rücktritte aus befristeten Anstellungen bzw. Ernennungen gibt es etwa beim Sport (Trainer), in der Wirtschaft (Manager) oder in der Politik (Minister, Regierungschef, Parteivorsitzender).

## Öffentliche Wahrnehmung von Rücktritten
Beim Rücktritt erscheint der Amtsinhaber als Handelnder; manchmal wird der Rücktritt aber durch äußere Anlässe bzw. Kräfte motiviert oder erzwungen.
Rücktritte können als eine temporäre gesellschaftliche Läuterung rezipiert werden. Gelegentlich werden anlässlich von Rücktritten Thesen über das Amtsverständnis von Politikern, über Normen oder über Werte einer Gesellschaft oder eines gesellschaftlichen Teilbereichs (z. B. Politik auf Bundesebene) geäußert.
2007 veröffentlichte der Historiker Michael Philipp (* 1962) ein Buch über politische Rücktritte in Deutschland seit 1950. Die Anlässe für politische Rücktritte lassen sich nach Philipp unterteilen in Normalfälle der Demokratie und in Störfälle wie Skandalisierung. Philipp entwickelt eine Typologie der Rücktrittsgründe und behandelt acht von ihnen, darunter persönliche Verfehlungen, politische Verfehlungen, Übernahme einer „politischen Verantwortung“ (Befolgung einer ungeschriebenen Regel) und Protest.

## Rücktritte (Beispiele)
- Spiro Agnew, US-Vizepräsident unter Richard Nixon, trat am 10. Oktober 1973 zurück, nachdem gegen ihn Ermittlungen wegen Bestechlichkeit im Amt begonnen hatten. Es war der erste Rücktritt eines US-Vizepräsidenten seit 1832 (John C. Calhoun).
- Richard Nixon trat am 8. August 1974 im Zuge der Watergate-Affäre zurück, nachdem der US-Kongress ein Amtsenthebungsverfahren eingeleitet hatte.[2]
- Bundeskanzler Willy Brandt trat im Zuge der Guillaume-Affäre Anfang Mai 1974 zurück. Er schrieb dem Bundespräsidenten, er übernehme die politische Verantwortung für Fahrlässigkeiten im Zusammenhang mit der Agenten-Affaire Guillaume.[3]
- Samuel Schmid, ein Schweizer Politiker, trat Ende 2008 als Bundesrat zurück, nachdem SVP-Politiker ihn innerparteilich „kaltgestellt“ hatten.
- Am 31. Mai 2010 trat Horst Köhler zurück. Es war das erste Mal, dass ein deutscher Bundespräsident mit sofortiger Wirkung (d. h. mit Übertragung der Amtsgeschäfte an den Bundesratspräsidenten) zurücktrat. Köhler hatte sich kurz zuvor in einem Interview über den Bundeswehreinsatz in Afghanistan geäußert. Danach war ihm unterstellt worden, er habe einen nicht vom Grundgesetz gedeckten (oder grundgesetzwidrigen) Einsatz der Bundeswehr zur Sicherung von Wirtschaftsinteressen befürwortet. Köhler wies dies bei seinem Rücktritt energisch zurück und beklagte, das lasse den notwendigen Respekt vor dem höchsten Staatsamt vermissen.[4]
- Christian Wulff trat am 17. Februar 2012 vom Amt des Bundespräsidenten zurück.
- Papst Benedikt XVI. verzichtete am 28. Februar 2013 auf dieses Amt.

## Der Amtsverzicht von Papst Benedikt XVI.
Der Amtsverzicht von Papst Benedikt XVI., der erste eines Papstes seit dem Jahr 1415, wurde in Öffentlichkeit und Medien auch Rücktritt genannt.

## Entlassung statt Rücktritt
Die deutsche Bundeskanzlerin Angela Merkel forderte im Mai 2012 Norbert Röttgen, damals Umweltminister in ihrem Kabinett, auf zurückzutreten. Als Röttgen dies ablehnte, entließ sie ihn. Dies war in der Geschichte der Bundesrepublik Deutschland erst die zweite Entlassung eines Bundesministers.